# Руан Олівейра
Руан де Олівейра Феррейра або просто Руан Олівейра (порт.-браз. Ruan de Oliveira Ferreira / Ruan Oliveira; нар. 23 березня 2000, Параїзу-ду-Норте, Парана, Бразилія) — бразильський футболіст, атакувальний півзахисник «Метрополітано», який виступає в оренді за луганську «Зорю».

## Життєпис
Вихованець молодіжної академії «Метрополітано», за першу команду якої дебютував 10 червня 2018 року в поєдинку Серії B Ліги Катаріненсе проти «Операріу де Марфа». По завершення Ліги Катаріненсе 2019 відправився в оренду до «Корінтіанса».
У першій команді Тімау дебютував 13 серпня 2020 року в матчі Серії А проти «Атлетіку Мінейру», а п'ять днів по тому клуб продовжив оренду до кінця сезону. 1 вересня отримав розрив передньої хрестоподібної зв'язки лівого плеча, що призвело до дострокового для нього завершення сезону. Після продовження терміну оренди до наступного року, у вересні 2021 року йому довелося перенести нову операцію після рецидиву травми, а 14 липня 2022 року отримав нову травму, яка виключила його з усіх змагань ще на рік. Незважаючи на це, «Корінтіанс» вирішив продовжити оренду до 2023 року.
10 червня 2023 року повернувся на футбольне поле після майже 3-річної відсутності, вийшов на поле замість Гільєрме Біро у матчі проти «Куяби» й десять хвилин по тому відзначився голом (встановив рахунок 1:1).
7 грудня отримав ще одну травму, розірвав хрестоподібну зв'язку правого коліна.
21 січня 2025 року відправився в оренду до «Куяби». За нову команду дебютував 30 січня 2025 року в переможному (3:1) домашньому поєдинку 1-ї групи Ліги Мату-Гросенсе проти «Луверденсе». Руан вийшов на поле на 71-й хвилині замість Макса Алвеша, а вже на 79-й хвилині відзначився своїм першим голом за «Куябу». У бразильській Серії B дебютував за клуб 11 квітня 2025 року в виїзному (2:2) поєдинку 2-го туру проти «Аваї». Олівейра вийшов на поле на 74-й хвилині замість Денілсона. Загалом у футболці «Куяби» в Лізі Мату-Гросенсе провів 9 матчів (2 голи та 4 результативні передачі), ще 4 поєдинки провів у бразильській Серії B та 1 матч у кубку Бразилії.
21 липня 2025 року вільним агентом перейшов до «Зорі». У футболці лкганського клубу дебютував 2 серпня 2025 року в нічийному (0:0) домашньому поєдинку 1-го туру Прем'єр-ліги України проти черкаського ЛНЗ. Руан вийшов на поле на 75-й хвилині замість Петара Мичина.

## Статистика виступів

### Клубна
Станом на 9 січня 2024 року.
| Сезон                      | Команда                    | Чемпіонат                  | Чемпіонат | Чемпіонат | Нац. кубок | Нац. кубок | Нац. кубок | Конт. кубок | Конт. кубок | Конт. кубок | Інші кубки | Інші кубки | Інші кубки | Загалом | Загалом | Загалом |
| Сезон                      | Команда                    | Змаг.                      | Матчі     | Голи      | Змаг.      | Матчі      | Голи       | Змаг.       | Матчі       | Голи        | Змаг.      | Матчі      | Голи       | Матчі   | Голи    |         |
| -------------------------- | -------------------------- | -------------------------- | --------- | --------- | ---------- | ---------- | ---------- | ----------- | ----------- | ----------- | ---------- | ---------- | ---------- | ------- | ------- | ------- |
| 2018                       | «Метрополітано»            | SD/SC                      | 5         | 1         |            | -          | -          |             | -           | -           |            | -          | -          | 5       | 1       |         |
| 2019                       | «Метрополітано»            | PD/SC                      | 14        | 1         |            | -          | -          |             | -           | -           |            | -          | -          | 14      | 1       |         |
| Загалом за «Метрополітано» | Загалом за «Метрополітано» | Загалом за «Метрополітано» | 19        | 2         |            | -          | -          |             | -           | -           |            | -          | -          | 19      | 2       |         |
| 2020                       | «Корінтіанс»               | A1/SP+A                    | 0+4       | 0         | КБ         | 0          | 0          |             | -           | -           |            | -          | -          | 4       | 0       |         |
| 2021                       | «Корінтіанс»               | A1/SP+A                    | 0         | 0         | КБ         | 0          | 0          | ПК          | 0           | 0           |            | -          | -          | 0       | 0       |         |
| 2022                       | «Корінтіанс»               | A1/SP+A                    | 0         | 0         | КБ         | 0          | 0          | КЛ          | 0           | 0           |            | -          | -          | 0       | 0       |         |
| 2023                       | «Корінтіанс»               | A1/SP+A                    | 0+19      | 2         | КБ         | 4          | 0          | ПК          | 5           | 0           |            | -          | -          | 6       | 2       |         |
| Загалом за «Корінтіанс»    | Загалом за «Корінтіанс»    | Загалом за «Корінтіанс»    | 23        | 2         |            | 4          | 0          |             | 5           | 0           |            | -          | -          | 32      | 2       |         |
| Усього за кар'єру          | Усього за кар'єру          | Усього за кар'єру          | 42        | 4         |            | 4          | 0          |             | 5           | 0           |            | -          | -          | 51      | 4       |         |